# Suite nr. 1 voor twee piano's (Rachmaninov)
Suite nr.1 voor twee piano’s, opus 5 is een compositie voor twee piano’s van Sergej Rachmaninov. Het werk wordt ook wel aangeduid met de naam "Fantaisie-Tableaux ".
Hoewel Rachmaninov over het algemeen niet uitweidde over zijn inspiratiebronnen, zijn de vier delen van deze compositie gebaseerd op gedichten van respectievelijk Lermontov, Byron, Tjoettsjev en Chomjakov.
Tijdens de première werd het stuk, dat is opgedragen aan Tsjajkovski, uitgevoerd door de componist zelf, samen met Pavel Pabst, op 30 november 1893 in Moskou.
In 1901 schreef Rachmaninov nog een tweede suite. De stukken worden vaak samen uitgevoerd.
De vier delen zijn:
1. Barcarolle. Allegretto, in g mineur.
2. La nuit... L'amour... Adagio sostenuto, in D majeur
3. Les Larmes. Largo di molto, in g mineur.
4. Pâques. Allegro maestoso, in g mineur.

Het thema van het eerste deel draait om een lyrisch concept van tedere schoonheid; het tweede deel (de nacht... de liefde... ) laat een diepe emotionele betrokkenheid zien. De opening, met een suggestie van vogelgeluiden in de schemering, ontwikkelt zich tot een gepassionneerd agitato, om vervolgens weer terug te keren naar de vreedzaamheid van de openingspassage. Het derde deel, getiteld “Tranen”, is vol intieme broeierigheid en brengt de gekweldheid die de componist zelfs al op jonge leeftijd gevoeld moet hebben tot uiting. In het slotdeel horen we duidelijk de kerkklokken luiden. Het is extravert en uitbundig.